# Wedge Tomb von Aghamore

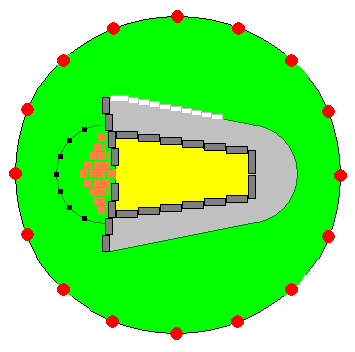
Prinzipskizze Wedge Tomb am Beispiel von Island

Das Wedge Tomb von Aghamore (irisch Achadh Mór) liegt bei  Kinlough im Norden des County Leitrim nahe der Grenze zum County Sligo in Irland. Es ist eines von mehreren hier zu verortenden Megalithanlagen (Court Tombs von Shesknan und Leean Mountain) und wurde erst vor kurzem entdeckt. Wedge Tombs sind doppelwandige, ganglose, mehrheitlich ungegliederte Megalithbauten der späten Jungsteinzeit und der frühen Bronzezeit.
Das fast intakte Wedge Tomb (deutsch „Keilgrab“), früher auch wedge-shaped gallery grave genannt, liegt auf unebenem Boden am Rande eines Kalksteinplateaus. Es ist mit den klassischen Eigenschaften des Typs (Doppelfassade, Randsteine und Vorkammer) ausgestattet. Obwohl es aufgrund der globalen Erwärmung gerade erst aus dem Torf aufgetaucht ist, legt eine Kette um einen der Decksteine nahe, dass Vandalen kürzlich versucht haben, es zu zerstören. 

## Beschreibung
Die kastenartige Galerie misst etwa 3,0 mal 2,0 Meter und ist 1,5 Meter hoch. Sie hat einige Störungen am Ostende. Von dem etwa 9,0 Meter langen keilförmigen  Cairn sind nur Reste erhalten. Im Westen des Grabes liegen einige Dolinen, die eine Rolle bei der Wahl des Standortes gespielt haben könnten.
200 m östlich auf der gegenüberliegenden Seite des Kalksteinplateaus deutet ein etwa 41,0 m langer Nord-Süd orientierter Steinhügel mit vier Gruben darauf hin, dass hier vier Kammern in einer Reihe lagen. Am Nordende sind ein paar aufrechte Platten zu sehen. Etwa 400 Meter nordwestlich, in Tawnamachugh liegt ein zerstörtes Portal Tomb in dem mit etwa 65,0 m längsten Steinhügel bei Portal Tombs in Irland. Im Süden, im nahen Doonaveragh im County Sligo liegen auf dem Kalksteinplateau einige Hüttenkreise.